# Yakirra australiensis
Yakirra australiensis là một loài thực vật có hoa trong họ Hòa thảo. Loài này được (Domin) Lazarides & R.D.Webster miêu tả khoa học đầu tiên năm 1985.